# 解放纪念馆
解放纪念馆（Befreiungshalle, 德語：[bəˈfʀaɪ̯ʊŋsˌhalə]）是一座新古典主义建筑，位于德国巴伐利亚凱爾海姆米高堡山上，在雷根斯堡上游，多瑙河、阿尔特米尔河和美因-多瑙河运河汇合处。巴伐利亚国王路德维希一世下令兴建解放纪念馆，以纪念在1813 -1815年莱比锡战役期间战胜拿破仑。

## 历史

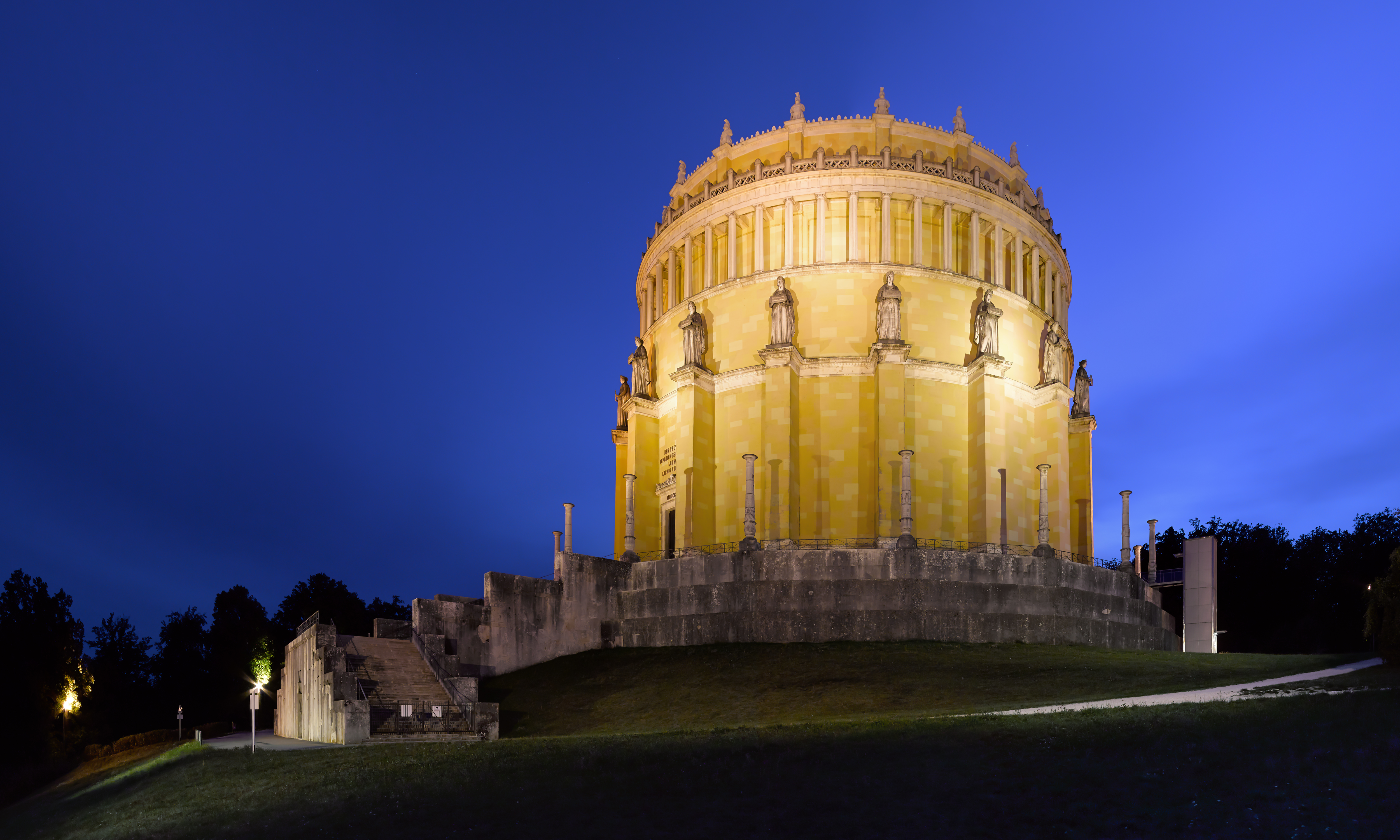

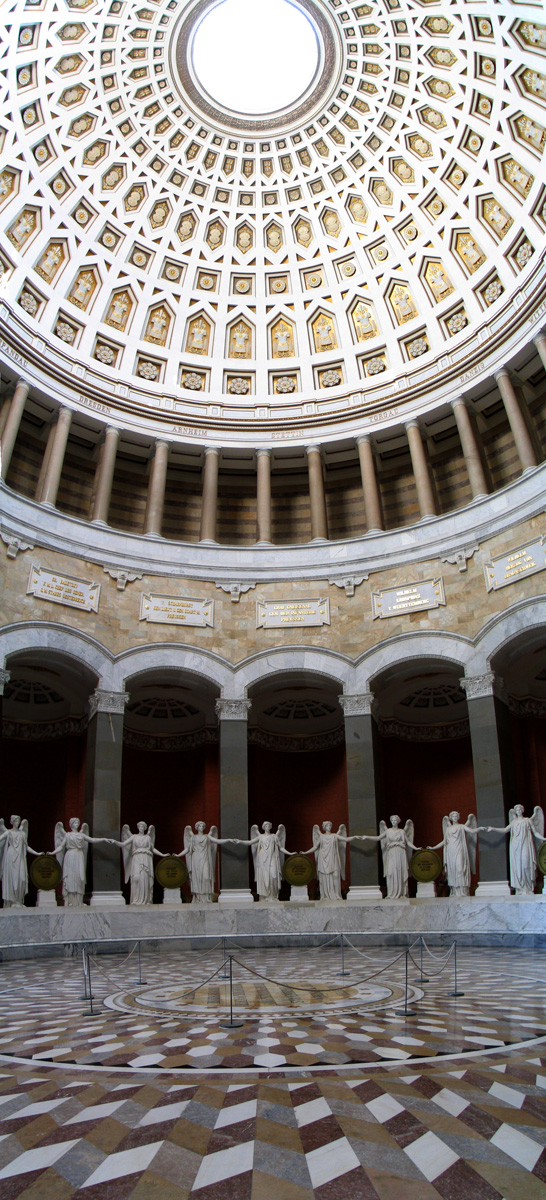
内部

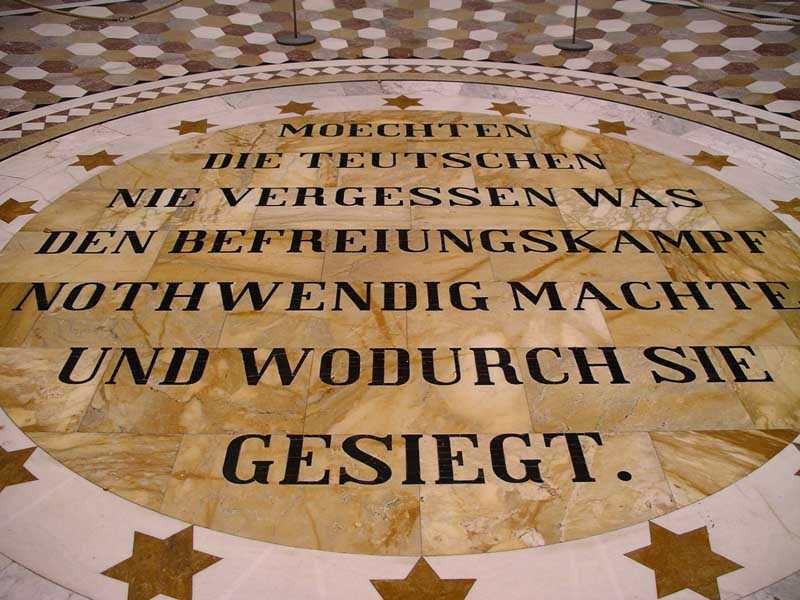

工程开始于1842年，由弗里德里希·冯·格特纳（Friedrich von Gärtner）设计，为新古典主义和基督教风格的混合物。在国王的授意下，莱奥·冯·克伦策后来改变了计划，在1863年完成了这座建筑。开幕仪式在1863年10月18日莱比锡战役50周年举行。
今天纪念馆向公众开放。然而，立面的修复工作正在进行，将持续至2017年末。上外部画廊目前对游人关闭。